# Jacques Chanoine
Pour les articles homonymes, voir Chanoine (homonymie).
Marie Jacques Henri Chanoine est un officier de cavalerie français né le 7 février 1882 à Tours, général de brigade mort pour la France le 14 janvier 1944 à Grenoble.

## Cadre familial
Né à Tours le 7 février 1882, mort à l'hôpital militaire de Grenoble le 14 janvier 1944, il est le fils du général Jules Chanoine et de Marguerite Frossard, le frère du capitaine Julien Chanoine et le petit neveu de l'ingénieur Jacques Henri Chanoine.
Il est également le petit-fils du général Charles Auguste Frossard, gouverneur du prince impérial (fils de l'empereur Napoléon III). Il est issu de la famille fondatrice de la maison de champagne Chanoine Frères.
Le 25 avril 1905, il épouse à Paris 7e Gabrielle Saint-René-Taillandier, fille d'Henri Saint-René-Taillandier, sous-préfet, chevalier de la Légion d'honneur et petite-fille de l'académicien Saint-René Taillandier. Par son mariage, il est donc apparenté à Camille Mayran et Andrée Putman.
Le général Chanoine est enterré au cimetière de Saint-Étienne-du-Grès.

## Carrière militaire
Il est un élève de l'École Spéciale Militaire de Saint-Cyr, promotion 1901-1903.
Il participe à différentes conflits majeurs du XXe siècle tels que la Première Guerre mondiale (1914-1918), la guerre franco-syrienne (1921-1923), la Seconde Guerre mondiale (1939-1940). Il effectue également plusieurs opérations en Algérie (en juillet 1925 et entre 1925 et 1933), au Maroc (de juillet à novembre 1925).
En 1940, il commande la 5e division légère de cavalerie et prend part à la bataille d'Abbeville. Encerclé par la Wehrmacht à Saint-Valery-en-Caux (Seine-Inférieure), les Allemands lui rendent son sabre lors de sa reddition (12 juin 1940).
Prisonnier de guerre en Allemagne, il est rapatrié sanitaire le 18 décembre 1941 et décède des suites de maladies contractées en captivité à l'hôpital militaire de La Tronche à Grenoble.

## Décorations
Décorations françaises[réf. nécessaire] :
- Commandeur de la Légion d'honneur (chevalier le 16 juin 1920, officier le 7 juillet 1933, commandeur le 12 juin 1941)
- Croix de guerre 1914-1918 (5 citations)
- Croix de guerre TOE (1 citation)
- Croix de guerre 1939-1940 (2 citations à l'ordre de l'armée)
- Médaille coloniale, agrafe Maroc (6 janvier 1926)
- Médaille commémorative de Syrie-Cilicie
- Médaille de la Victoire
- Médaille commémorative de la guerre 1914-1918

Décorations et ordres étrangers[réf. nécessaire] :
- Military cross (Croix militaire (Royaume-Uni))
- Chevalier de l'ordre du Nichan Iftikhar